# Zasłonak szyszkowaty

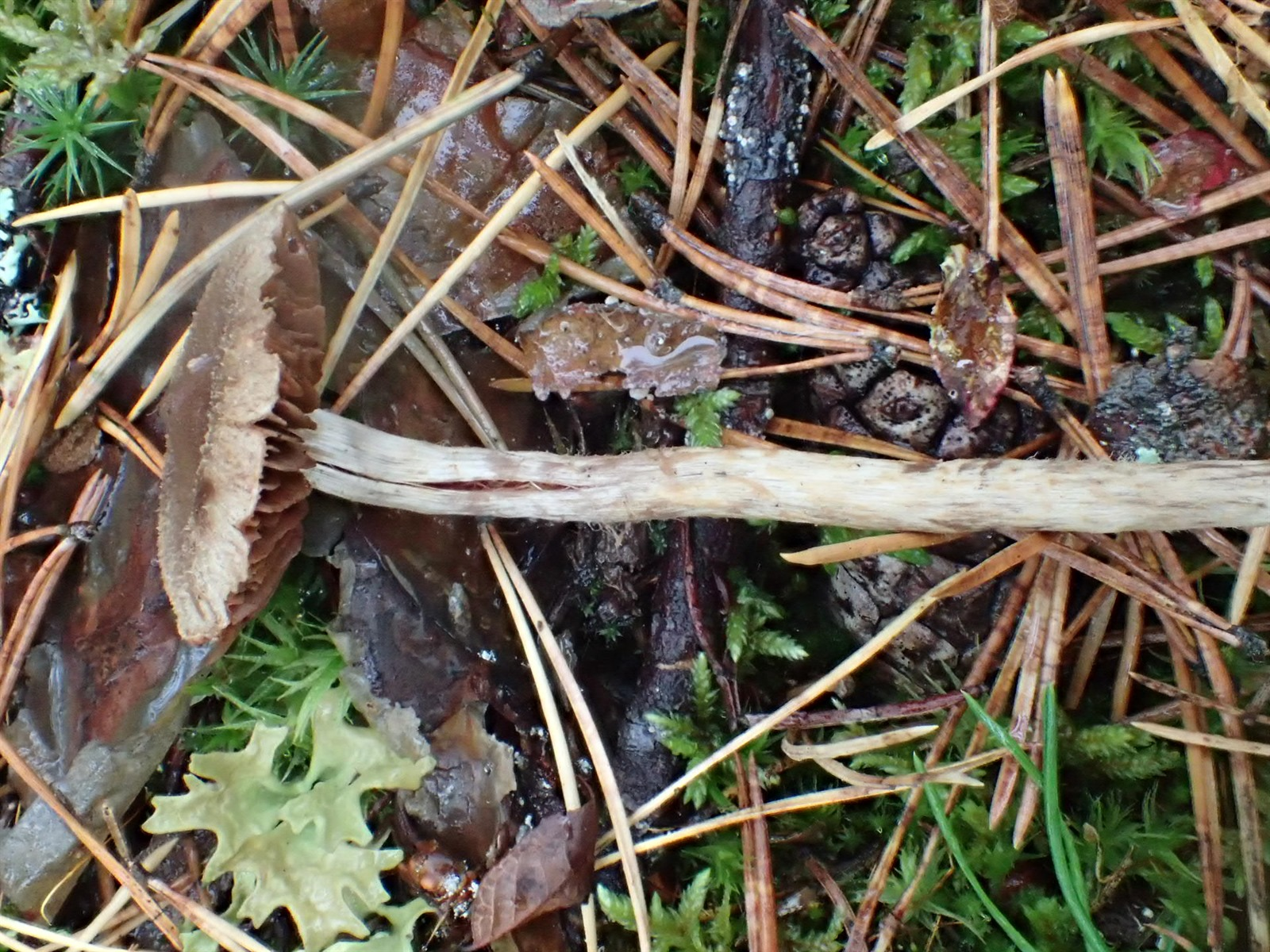

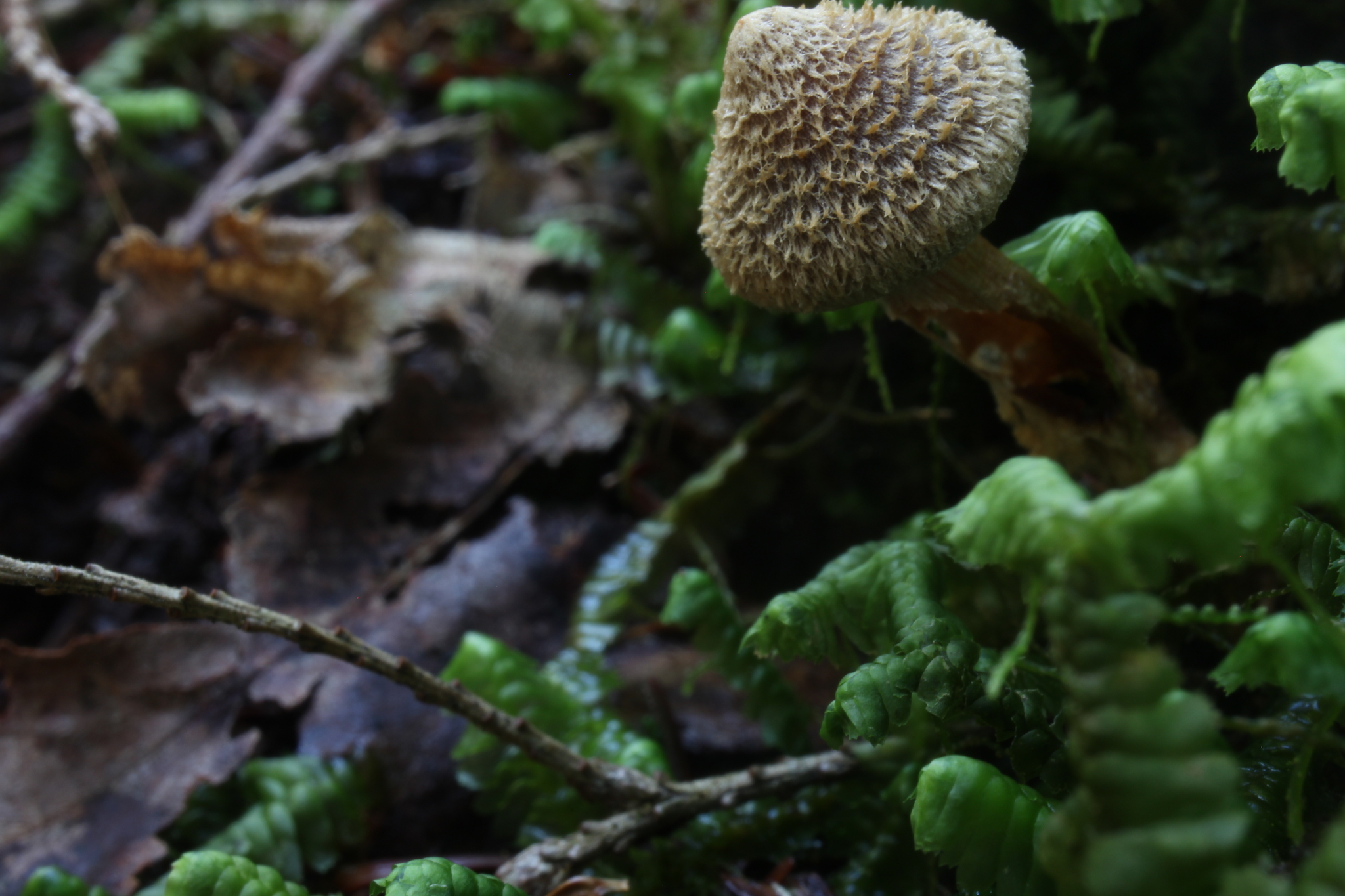

Zasłonak szyszkowaty (Cortinarius angelesianus A.H. Sm.) – gatunek grzybów należący do rodziny zasłonakowatych (Cortinariaceae).

## Systematyka i nazewnictwo
Pozycja w klasyfikacji według Index Fungorum: Cortinarius, Cortinariaceae, Agaricales, Agaricomycetidae, Agaricomycetes, Agaricomycotina, Basidiomycota, Fungi.
Po raz pierwszy opisał go w 1944 r. Alexander Hanchett Smith. Synonimy:
- Cortinarius angelesianus var. elakatopus M.M. Moser 2001
- Cortinarius strobilaceus M.M. Moser, Nova Hedwigia 1968
- Cortinarius tubulipes J. Favre 1960[2].

Nazwę polską nadał mu Andrzej Nespiak w 1981 r. (dla synonimu Cortinarius strobilaceus).

## Morfologia
Kapelusz
Średnica 2–5 cm, początkowo stożkowato-dzwonkowaty, potem płaski. Powierzchnia cętkowana. Jest higrofaniczny; w stanie wilgotnym ciemnobrązowy, w stanie suchym blado pomarańczowo-brązowy do matowo brązowo-żółtego z drobnymi, jaśniejszymi strzępkami.
Blaszki
Przyrośnięte, szerokie, rzadkie, płowobrązowe, z jaśniejszymi ostrzami.
Trzon
Wysokość 4–10, grubość 0,3–0,8 cm, wysmukły, równy, brązowawo-kremowy, ciemniejszy w stanie wilgotnym. Zasnówka brązowawa lub ochrowa, często obfita, ochrowe, pozostawiająca na trzonie resztki.
Miąższ
Kremowy do ciemnobrązowego, zapach słaby lub ziemisty.
Cechy mikroskopowe
Zarodniki rdzawo brązowe, elipsoidalne, drobno brodawkowate, 7–9,5 × 5–5,5 µm.
Gatunki podobne
Zasłonak szyszkowaty charakteryzuje się smukłym wzrostem, małymi owocnikami, ubarwieniem ochrowym bez fioletowych lub purpurowych odcienia, delikatnym kapeluszem, pozostałościami osłony w postaci girland i łatek na stopie oraz występowaniem pod drzewami iglastymi. Ochrowa zasnówka odróżnia go od gatunków z grupy zasłonaka krętonogiego (Cortinarius flexipes), które mają białawą zasnówkę i często kwiatowy zapach. Podobny Cortinarius diasemospermus występuje w młodych, suchych borach sosnowych.

## Występowanie i siedlisko
Występuje w Ameryce Północnej i Europie. Władysław Wojewoda w 2003 r. przytoczył 5 jego stanowisk w Polsce z uwagą, że jego rozprzestrzenienie i stopień zagrożenia nie są znane.
Naziemny grzyb mykoryzowy. Występuje wśród mchów w lasach iglastych i zaroślach jałowcowych i na opuszczonych polach. Owocniki wytwarza od sierpnia do września.